# Muscolo temporoparietale
Il muscolo temporoparietale è un muscolo distinto al di sopra del muscolo auricolare superiore.
È localizzato tra le porzioni frontali del muscolo occipitofrontale e i muscoli auricolari anteriore e superiore